# Желішев-Дужи
Желішев-Дужи (пол. Żeliszew Duży) — село в Польщі, у гміні Котунь Седлецького повіту Мазовецького воєводства.
Населення — 528 осіб (2011).
У 1975-1998 роках село належало до Седлецького воєводства.

## Демографія
Демографічна структура станом на 31 березня 2011 року:
|          | Загалом | Допрацездатний вік | Працездатний вік | Постпрацездатний вік |
| -------- | ------- | ------------------ | ---------------- | -------------------- |
| Чоловіки | 270     | 80                 | 156              | 34                   |
| Жінки    | 258     | 61                 | 131              | 66                   |
| Разом    | 528     | 141                | 287              | 100                  |